# The A.V. Club
O The A.V. Club é um jornal de entretenimento e sítio publicado pelo The Onion. Suas características incluem comentários de novos filmes, música, televisão, livros, jogos e DVDs, bem como entrevistas e outras ofertas regulares examinar ambos os meios novos e clássicos e outros elementos da cultura pop. Ao contrário de sua publicação pai, O The AV Club não é satírico, embora muito do seu conteúdo mantém um tom igualmente bem-humorado.
A edição de imprensa do The A.V. Club vem distribuído com o The Onion e como uma publicação gratuita em Filadélfia, Madison (Wisconsin), Milwaukee (Wisconsin), Nova Iorque, Chicago, Minneapolis-St. Paul, Denver (Colorado)/Boulder (Colorado), Austin (Texas), Washington, D.C., Ann Arbor (Michigan), e Toronto (Canadá)
O The A.V. Club tem sede em Chicago.